# Kmecl
Kmecl je priimek v Sloveniji, ki ga je po podatkih Statističnega urada Republike Slovenije na dan 1. januarja 2025 uporabljalo 53 oseb. 

## Znani nosilci priimka
- Aleš Kmecl (1937 - 1997), agronom
- Aljaž Kmecl ekonomist
- Ula Kmecl ekonomist
- Bož(en)a Kmecl (1907 - 1959), učiteljica, umetnica
- Edmund Kmecl (1908 - 1992), učitelj, šolski upravitelj (ravnatelj)
- Elizabeta Kmecl (r. Kavkler) (* 1942), agronomka, bibliografka...
- Marko Kmecl (* 1934), gozdarski strokovnjak (direktor inštituta), publicist
- Matjaž Kmecl (* 1934), pisatelj, literarni zgodovinar in teoretik, univ. profesor, politik, akademik
- Primož Kmecl (1965 - 2025), ornitolog, biolog, kemik
- Tomaž Kmecl, strojnik (dr.), gospodarstvenik, direktor Kolektor ETRA
- Veronika Kmecl, kemičarka (Centralni laboratorij)